# Mary Pickford
Gladys Marie Smith (8 tháng 4 năm 1892 – 29 tháng 5 năm 1979), thường được biết đến với nghệ danh Mary Pickford, là một nữ diễn viên và nhà sản xuất phim người Mỹ gốc Canada có sự nghiệp trải dài 5 thập kỷ. Bà vừa là người tiên phong của ngành công nghiệp điện ảnh Mỹ, vừa đồng sáng lập hai xưởng phim Pickford–Fairbanks Studios và United Artists cũng như là một trong 36 người sáng lập tổ chức Viện Hàn lâm Khoa học và Nghệ thuật Điện ảnh.
Với các mỹ danh như "Người tình nước Mỹ" (trong kỷ nguyên phim câm) và "cô gái mang những lọn tóc", bà là một trong những người Canada tiên phong ở Hollywood thời sơ khai và một nhân vật quan trọng trong sự phát triển của ngành diễn xuất điện ảnh. Bà là một trong những minh tinh đầu tiên được quảng bá bằng tên riêng của mình, và là một trong những nữ diễn viên nổi tiếng nhất ở các thập 1910 và 1920, giúp bà có được mệnh danh là "Nữ hoàng điện ảnh". Bà còn được ghi nhận là người định nghĩa mẫu nhân vật ingénue (kiểu thiếu nữ ngây thơ đáng yêu) trong điện ảnh.
Pickford bắt đầu làm việc cho Biograph Company rồi gia nhập Công ty Famous Players-Lasky Company. Sau phim Tess of the Storm Country (1914), Pickford nhanh chóng trở thành nữ diễn nổi tiếng nhất thế giới. Bà tiếp tục gặt hái thành công với những tác phẩm như The Poor Little Rich Girl (1917), A Romance of the Redwoods (1917), The Little American (1917), Rebecca of Sunnybrook Farm (1917) và Daddy-Long-Legs (1919). Sau khi đồng sáng lập ra hãng phim United Artists, Pickford đã sản xuất các bộ phim Pollyanna (1920), Little Lord Fauntleroy (1921), Rosita (1923), Little Annie Rooney (1925),  Sparrows (1926) và  My Best Girl (1927). Bà thắng giải Oscar cho nữ diễn viên chính xuất sắc nhất nhờ vai diễn trong bộ phim có tiếng đầu tiên của mình là Coquette (1929), rồi nhận giải Oscar danh dự vào năm 1976 dành cho những đóng góp của bà cho nền điện ảnh Mỹ. Năm 1999, Viện phim Mỹ xếp bà ở vị trí thứ 24 trong danh sách những nữ minh tinh màn bạc vĩ đại nhất của nền điện ảnh Hollywood hoàng kim.

## Thân thế

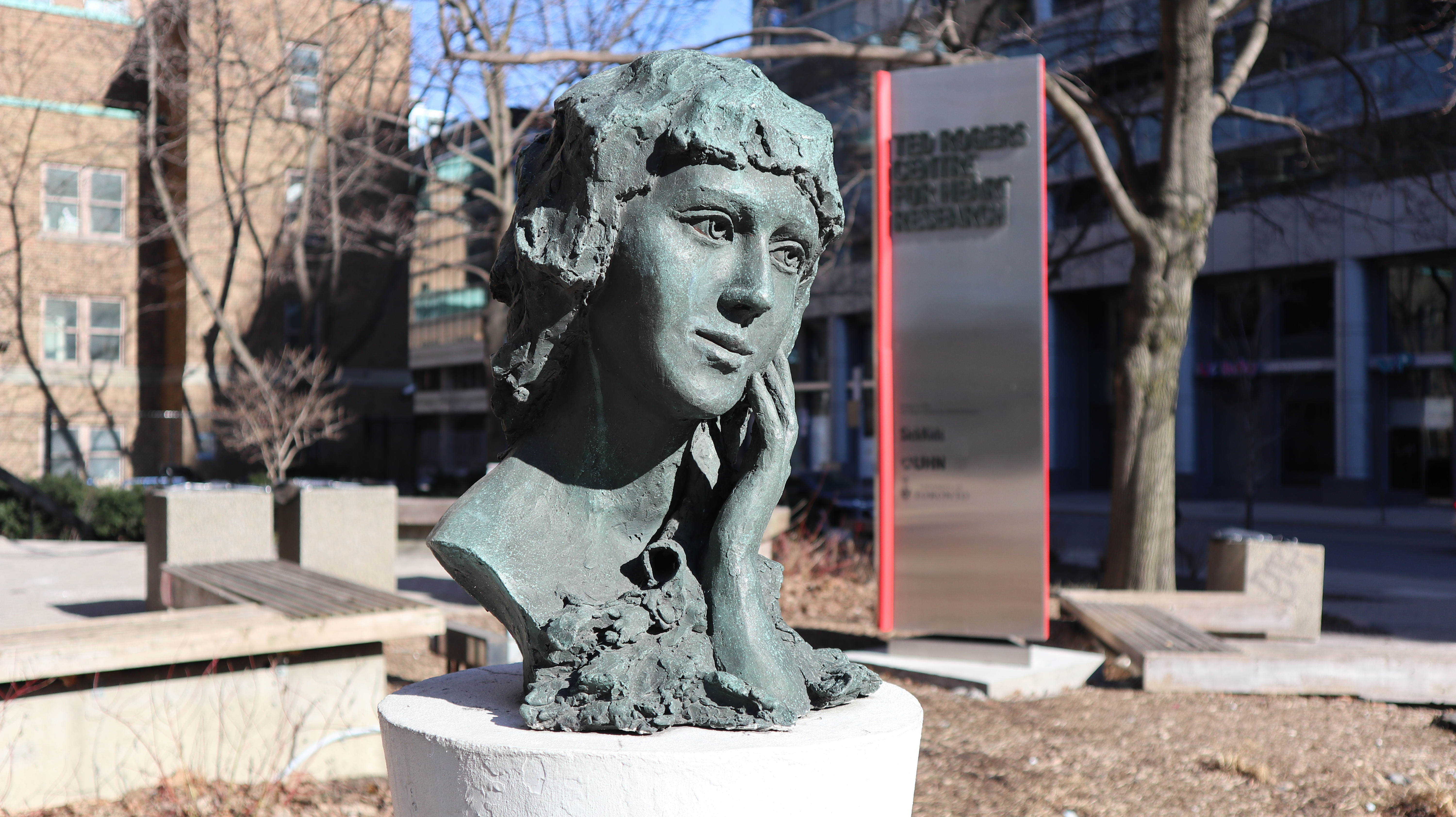
Bức tượng bán thân Mary Pickford tại Đại lộ University, gần nơi bà chào đời ở Toronto

Mary Pickford có tên khai sinh là Gladys Marie Smith, sinh năm 1892 (mặc dù sau này bà đính chính năm 1893 hoặc 1894 mới là năm mình sinh ra) tại số 211 Đại lộ University, Toronto, Ontario. Cha bà, ông John Charles Smith là con của hai người nhập cư từ Anh theo phong trào Giám lý và làm nhiều nghề lặt vặt. Mẹ bà, Charlotte Hennessey là một người Công giáo gốc Ireland và từng làm thợ may trong một quãng thời gian. Bà có hai đứa em là Charlotte, "Lottie" (sinh 1893) và John Charles, "Jack" (sinh 1896); cả hai cũng theo nghiệp bà làm diễn viên. Để làm hài lòng họ hàng bên nhà chồng, mẹ của Pickford đã rửa tội cho các con theo đạo Giám lý, tôn giáo của cha chúng. John Charles Smith là một người nghiện rượu; ông bỏ gia đình mà đi rồi tử vong vào ngày 11 tháng 2 năm 1898 bởi một cục máu đông gây ra do tai nạn nơi làm việc, khi ông làm quản lý tài vụ trên tàu thủy cho công ty Niagara Steamship.
Năm Gladys lên 4 tuổi, hộ gia đình của bà trải qua đợt bị cách ly truyền nhiễm – một biện pháp y tế công cộng. Người bà ngoại sùng đạo Công giáo của nữ diễn viên (Catherine Faeley Hennessey) đã mời một vị linh mục Công giáo La Mã đến thăm để rửa tội cho các cháu. Lúc ấy Pickford đã được rửa tội với cái tên Gladys Marie Smith.
Sau khi trở thành góa phụ vào năm 1899, Charlotte Smith bắt đầu tiếp nhận người đến thuê phòng trọ, một trong số đó là ông Murphy – giám đốc sân khấu kịch nghệ của Công ty Cổ phần Cummings; ông đã sớm đề xuất để Gladys (7 tuổi) và Lottie (6 tuổi), nhận các vai diễn kịch nhỏ. Gladys hóa thân vào vai một cậu bé và một cô bé, còn Lottie dược chọn đóng vai câm trong vở kịch The Silver King của công tại Nhà hát Princess ở Toronto (bị hỏa hoạn thiêu rụi vào năm 1915 rồi được tái xây dựng và bị dỡ bỏ vào năm 1931), còn bà mẹ chơi đàn organ. Sau đấy Pickford nhận đóng trong nhiều vở kịch tâm lý cho Công ty Cổ phần Valentine ở Toronto, cuối đóng vai thiếu nhi chính trong bản The Silver King. Bà khép lại sự nghiệp ngắn ngủi ở Toronto với vai diễn Tiểu Eva trong tác phẩm Túp lều bác Tom của Valentine, được chuyển thể từ nguyên tác tiểu thuyết năm 1852.

## Sự nghiệp

### Những năm đầu tiên

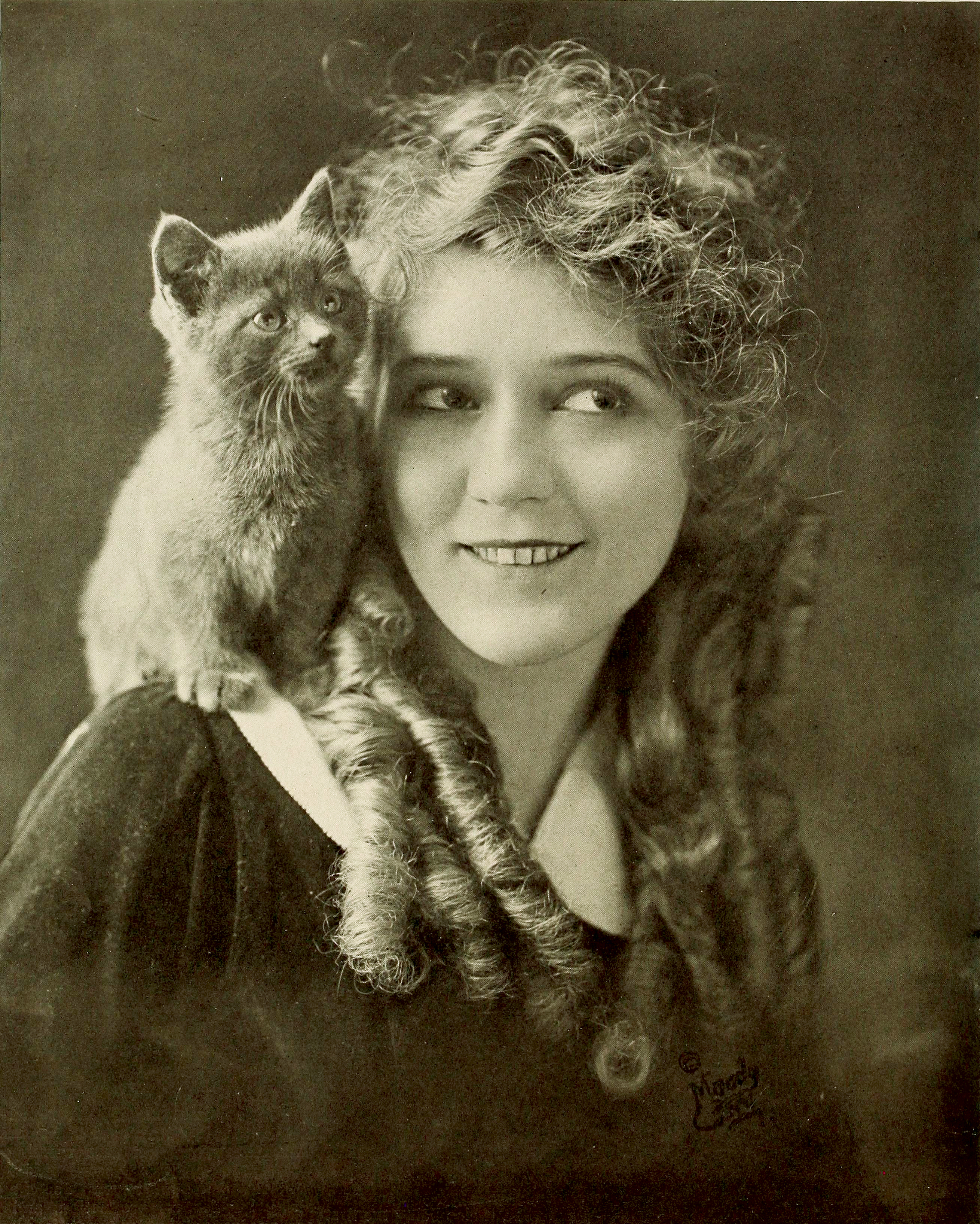
Mary Pickford vào năm 1916

Đến đầu những năm 1900, nhà hát đã trở thành một doanh nghiệp gia đình. Gladys, mẹ bà và hai em nhỏ đã đi lưu diễn khắp nước Mỹ bằng tàu hỏa, biểu diễn trong các công ty và kịch nghệ hạng ba. Sau 6 năm bươn chải trong nghèo khó, Pickford nhẫn nại thêm một mùa hè nữa để nhận vai chính trên Broadway, rồi định từ bỏ diễn xuất nếu bà thất bại. Năm 1906 Gladys, Lottie và Jack Smith đã phụ hoạ cho ca sĩ Chauncey Olcott trên Broadway trong vở Edmund Burke. Cuối cùng Gladys giành được một vai phụ trong vở kịch The Warrens of Virginia của Broadway năm 1907. Vở kịch được viết kịch bản bởi William C. deMille – anh trai của diễn viên Cecil đóng trong vở kịch. Nhà sản xuất của tác phẩm là David Belasco nhất quyết muốn Gladys Smith lấy nghệ danh là Mary Pickford. Tuy nhiên sau khi hoàn thành các vở kịch và lưu diễn ở Broadway, Pickford lại một lần nữa mất việc.
Ngày 19 tháng 3 năm 1909, giám đốc của Công ty Biograph là D. W. Griffith đã trao cơ hội cho Gladys thử sức trong studio của công ty ở New York studio với một vai diễn trong bộ phim Pippa Passes cho các rạp chiếu rẻ tiền. Vai diễn được trao cho người khác nhưng Pickford ngay lập tức lọt vào mắt xanh của Griffith. Bà nhanh chóng hiểu rằng diễn xuất trong phim ảnh đơn giản hơn so với diễn xuất cường điệu trên sâu khấu đương thời. Nhiều diễn viên ở Biograph chỉ kiếm được 5 đô la Mỹ/ngày, nhưng sau ngày duy nhất của Pickford ở xưởng phim, Griffith đã đồng ý trả cho bà 10 đô la Mỹ/ngày với mức tiền bảo lãnh 40 đô la Mỹ/tuần.

Giống như các diễn viên tại Biograph, Pickford đảm nhận cả vai phụ lẫn vai chính, như vai các bà mẹ, những thiếu nữ ngây thơ, phụ nữ giúp việc, người đàn bà nóng tính, nô lệ, người Mỹ bản địa, người phụ nữ bị hắt hủi và một cô gái điếm. Như Pickford kể về thành công của mình tại Biograph:
Tôi đóng các vai lao công quét dọn thuê, thư ký và phụ nữ thuộc mọi quốc tịch... Tôi quyết định rằng nếu mình có thể góp mặt ở càng nhiều bộ phim nhất có thể, tôi sẽ được để ý và sẽ có nhu cầu cho tôi đóng phim.
 Bà xuất hiện trong tổng cộng 51 bộ phim vào năm 1909 (tức gần như mỗi bộ một tuần) với vai diễn đầu tiên trong phim The Violin Maker of Cremona mà bà đóng cặp với chồng tương lai Owen Moore. Trong lúc ở Biograph, bà đề xuất cho Florence La Badie "thử sức đóng phim", mời đồng nghiệp tới xưởng phim và sau đó giới thiệu cho D. W. Griffith (người chắp cánh cho sự nghiệp của La Badie về sau).

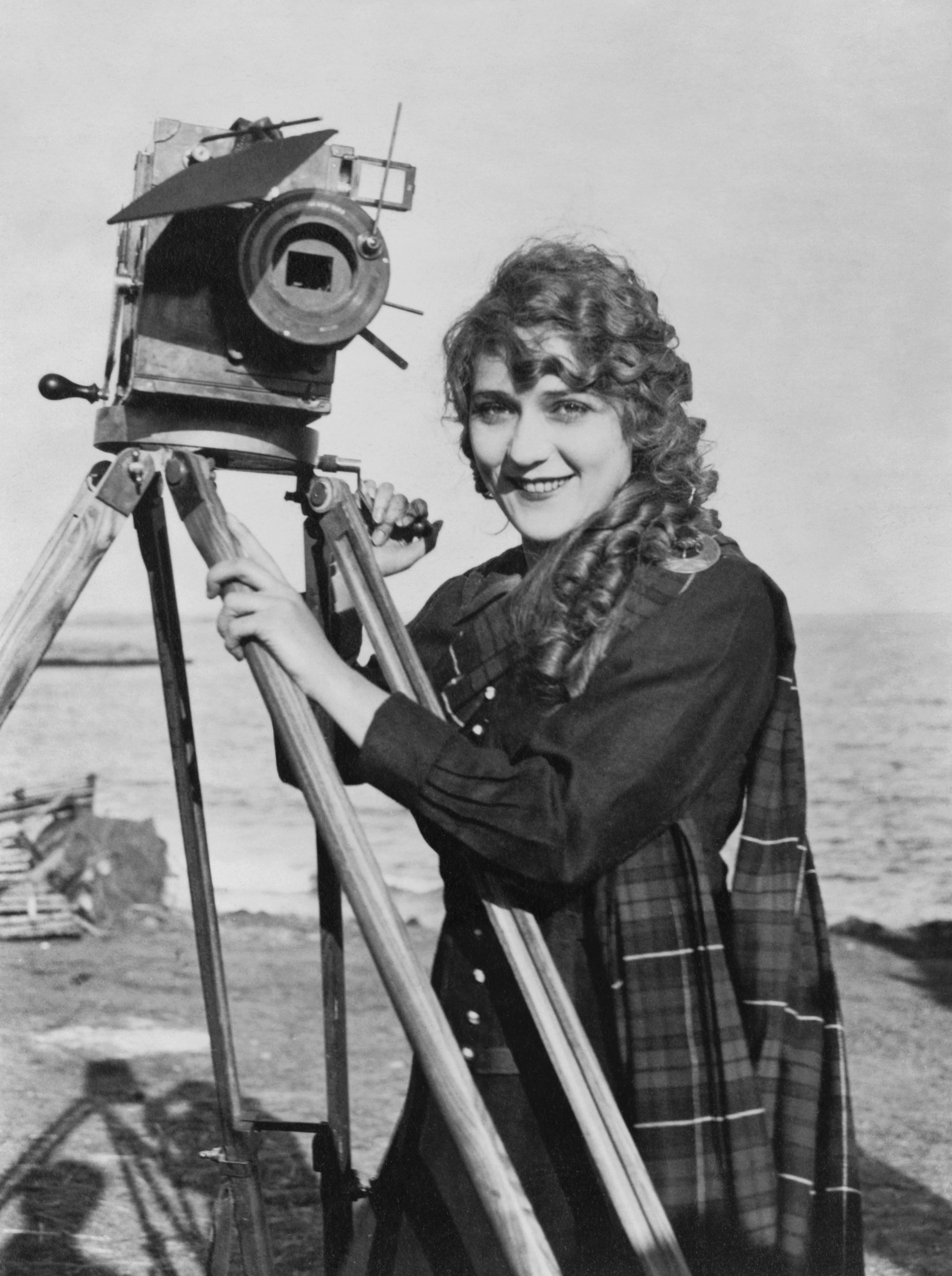
Mary Pickford vào năm 1916

Tháng 1 năm 1910, Pickford đi du lịch cùng ê-kíp của Biograph tới Los Angeles. Nhiều công ty sản xuất phim đã đi tránh rét ở Bờ Tây, tránh ánh sáng yếu và những ngày ngắn cản trở quá trình ghi hình ở Bờ Đông. Trong năm 1909 Pickford đã diễn thêm trong những phim cho Biograph sản xuất tại California (Sweet and Twenty, They Would Elope và To Save Her Soul).
Các diễn viên không được ghi trong phần đề tên ở công ty của Griffith. Khán giả đã chú ý và nhận diện Pickford trong vòng vài tuần từ lần góp mặt trong bộ phim đầu tiên của bà. Kế đó, các chủ rạp chiếu bóng đã tận dụng danh tiếng của bà bằng đăng tin trong các bảng quảng cáo hai mặt về một bộ phim có sự góp mặt của "Cô gái có những lọn tóc vàng", "Blondilocks" hoặc "Cô gái của Biograph".
Pickford rời Biograph vào tháng 12 năm 1910. Một năm sau, bà đóng trong các bộ phim thuộc xưởng Independent Moving Pictures Company (IMP) của Carl Laemmle. IMP được sáp nhập vào Universal Pictures năm 1912 cùng với Majestic. Không hài lòng với những tiêu chuẩn sáng tạo mà họ đặt ra, Pickford trở lại làm việc cùng Griffith vào năm 1912. Bà diễn xuất trong một số bộ phim của ông như Friends, The Mender of Nets, Just Like a Woman và The Female of the Species. Năm đó, Pickford còn tiến cử Dorothy và Lillian Gish (bà kết bạn với họ như những người hàng xóm mới từ Ohio) cho Griffith, và mỗi người đều lần lượt trở thành các ngôi sao phim câm trong các mảng hài và bi kịch. Pickford đóng bộ phim cuối cho Biograph là The New York Hat vào cuối năm 1912.
Bà trở lại sân khấu Broadway trong tác phẩm A Good Little Devil (1912) của David Belasco. Đây là một bước ngoặt lớn trong sự nghiệp của bà. Từng luôn hi vọng sẽ chinh phục sân khấu Broadway, Pickford dần phát hiện ra bà nhớ đóng phim nhiều đến mức nào. Năm 1913, bà quyết định tập trung hoạt động điện ảnh. Một năm trước, Adolph Zukor đã thành công ty sản xuất phim Famous Players in Famous Plays. Sau này nó còn được biết với cái tên Famous Players-Lasky và kế đó là Paramount Pictures, một trong những công ty sản xuất điện ảnh đầu tiên của Mỹ. Pickford rời sân khấu để gia nhập dàn minh tinh của Zukor. Zukor tin rằng tiềm năng của điện ảnh nằm ở việc ghi lại những diễn viên kịch nghệ dưới dạng bản sao của những vai diễn và tác phẩm sân khấu nổi tiếng của họ. Zukor lần đầu ghi hình Pickford trong bản phim câm của A Good Little Devil. Bộ phim được sản xuất vào năm 1913, trong đó các diễn viên kịch của Broadway học thuộc từng câu thoại, kết quả là cho ra đời một bộ phim mà sau này Pickford gọi là "một trong những [phim] tệ nhất tôi từng làm ... đúng là [sai lầm] chết người". Zukor nhất trí và quyết định giữ bộ phim không cho phát hành trong một năm trời.
Tác phẩm phim của Pickford lúc bấy giờ đã thu hút một lượng lớn người hâm mộ. Những bộ chính-hài kịch như In the Bishop's Carriage (1913), Caprice (1913) và đặc biệt là Hearts Adrift (1914) đã biến bà thành đối tượng làm khán giả chẳng thể rời mắt. Hearts Adrift nối tiếng đến nỗi Pickford đã lần đầu trong số nhiều lần yêu cầu tăng lương công khai dựa trên tiền lãi và các bài đánh giá phim. Tác phẩm đánh dấu lần đầu tiên tên của Pickford có mặt trên các bảng quảng cáo gắn trên mái cửa rạp phim. 5 tuần sau, phim Tess of the Storm Country được công chiếu. Cây viết tiểu sử Kevin Brownlow nhận định rằng bộ phim "đã nâng tầm sự nghiệp của bà lên rất xa và biến bà trở thành nữ diễn viên nổi tiếng nhất ở Mỹ, nếu không nói là cả thế giới".
Hai năm sau, sức hấp dẫn của Pickford được ghi ngắn gọn trên số báo Photoplay vào tháng 2 năm 1916 là "dịu hiền rực rỡ trên một dải thép hung dữ". Chỉ có Charlie Chaplin (nhỉnh hơn Pickford một chút về mặt danh tiếng vào năm 1916) mới sở hữu sức hút tương đương với cả giới phê bình lẫn khán giả. Mỗi người nắm trong tay mức độ nổi tiếng vượt xa các diễn viên khác. Trong suốt các thập niên 1910 và 1920, Pickford được tin là người phụ nữ nổi tiếng nhất thế giới hay như một nhà báo phim câm miêu tả về bà: "người phụ nữ nổi tiếng nhất từng sống, người phụ nữ được nhiều người biết đến và yêu mến hơn bất cứ phụ nữ nào khác trong lịch sử".

### Vươn tầm minh tinh

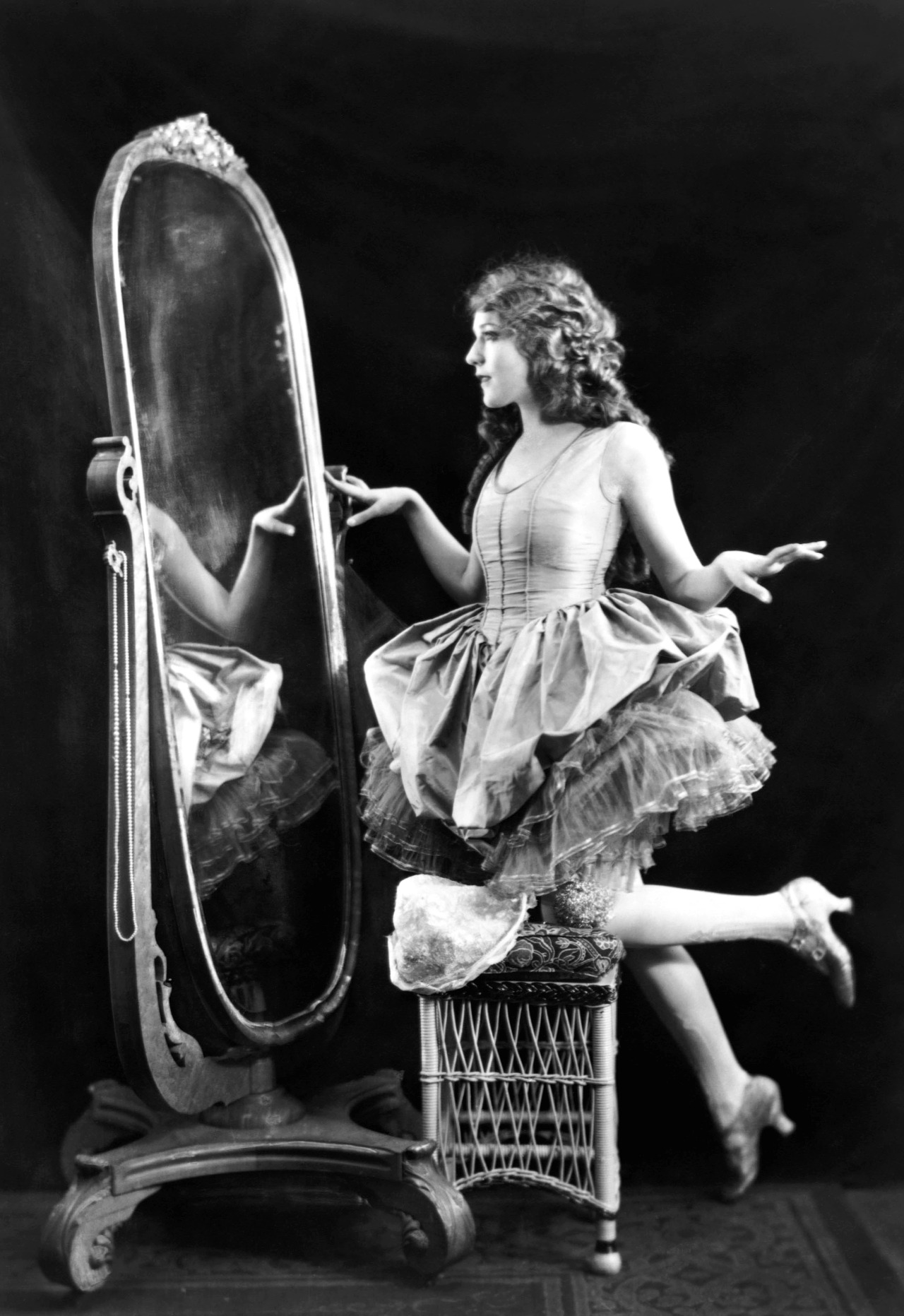
Mary Pickford vào năm 1920

Pickford đóng trong 52 phim điện ảnh suốt sự nghiệp. Ngày 24 tháng 6 năm 1916, Pickford ký một bản hợp đồng mới với Zukor, trong đó cho phép bà nắm toàn quyền sản xuất các bộ phim mà bà đóng, và nhận mức lương kỷ lục 10.000 đô la Mỹ một tuần. Ngoài ra, khoản tiền bồi thường của Pickford là một nửa lợi nhuận của bộ phim, với lương cứng là 1.040.000 đô la Mỹ (tương đương US$21.170.000 vào năm 2025), biến bà trở thành nữ diễn viên đầu tiên ký một bản hợp đồng trị giá một triệu đô la. Bà còn trở thành phó chủ tịch của Tập đoàn điện ảnh Pickford.
Thỉnh thoảng, bà đóng vai nhí trong các bộ phim như The Poor Little Rich Girl (1917), Rebecca of Sunnybrook Farm (1917), Daddy-Long-Legs (1919) và Pollyanna (1920). Người hâm mộ của Pickford đã nhiệt tình đón nhận những vai "cô gái nhỏ" này, nhưng chúng không phải những vai tiêu biểu trong sự nghiệp của bà. Do không có một tuổi thơ bình thường, bà thích làm những bộ phim này. Với dáng hình thấp chưa tới 5 ft 0 in (1,52 m) và khả năng diễn xuất tự nhiên, bà thể hiện rất thành công những vai này. Khi Douglas Fairbanks Jr. lần đầu gặp bà lúc còn bé, cậu cho rằng bà là một người bạn chơi mới và đề nghị bà đến và chơi xe lửa với mình, và Pickford vui lòng nhận lời.
Tháng 8 năm 1918, hợp đồng của Pickford đáo hạn, và khi từ chối những điều khoản gia hạn của Zukor, bà nhận được đề nghị trả 250.000 đô la Mỹ để rời công việc kinh doanh điện ảnh. Bà từ chối đề nghị ấy và chuyển đến First National Pictures – hãng phim đồng ý với những điều khoản của bà. Năm 1919, Pickford cùng với D. W. Griffith, Charlie Chaplin và Douglas Fairbanks đã thành lập công ty sản xuất phim độc lập United Artists. Thông qua United Artists, Pickford tiếp tục sản xuất và đóng trong những bộ phim của riêng mình; bà còn có quyền phân phối chúng tùy ý. Năm 1920, phim Pollyanna của Pickford thu về khoảng 1.100.000 đô la Mỹ. Một năm sau, tác phẩm Little Lord Fauntleroy cũng gặt hái thành công và vào năm 1923, Rosita cũng kiếm được hơn 1 triệu đô la Mỹ. Trong thời gian này, bà còn thực hiện Little Annie Rooney (1925) – một phim nữa mà Pickford thủ vai nhí, Sparrows (1926) – tác phẩm kết hợp giữa phong cách Dickens với chủ nghĩa biểu hiện Đức mới hình thành và My Best Girl (1927) – một tác phẩm lãng mạn có sự tham gia của chồng tương lai Charles "Buddy" Rogers. Sự xuất hiện của âm thanh là một trở ngại của bà. Pickford đánh giá thấp giá trị của công đoạn đưa âm thành vào phim ảnh, cho rằng "đưa âm thanh vào phim sẽ giống như tô son môi trên Tượng thần Vệ Nữ".

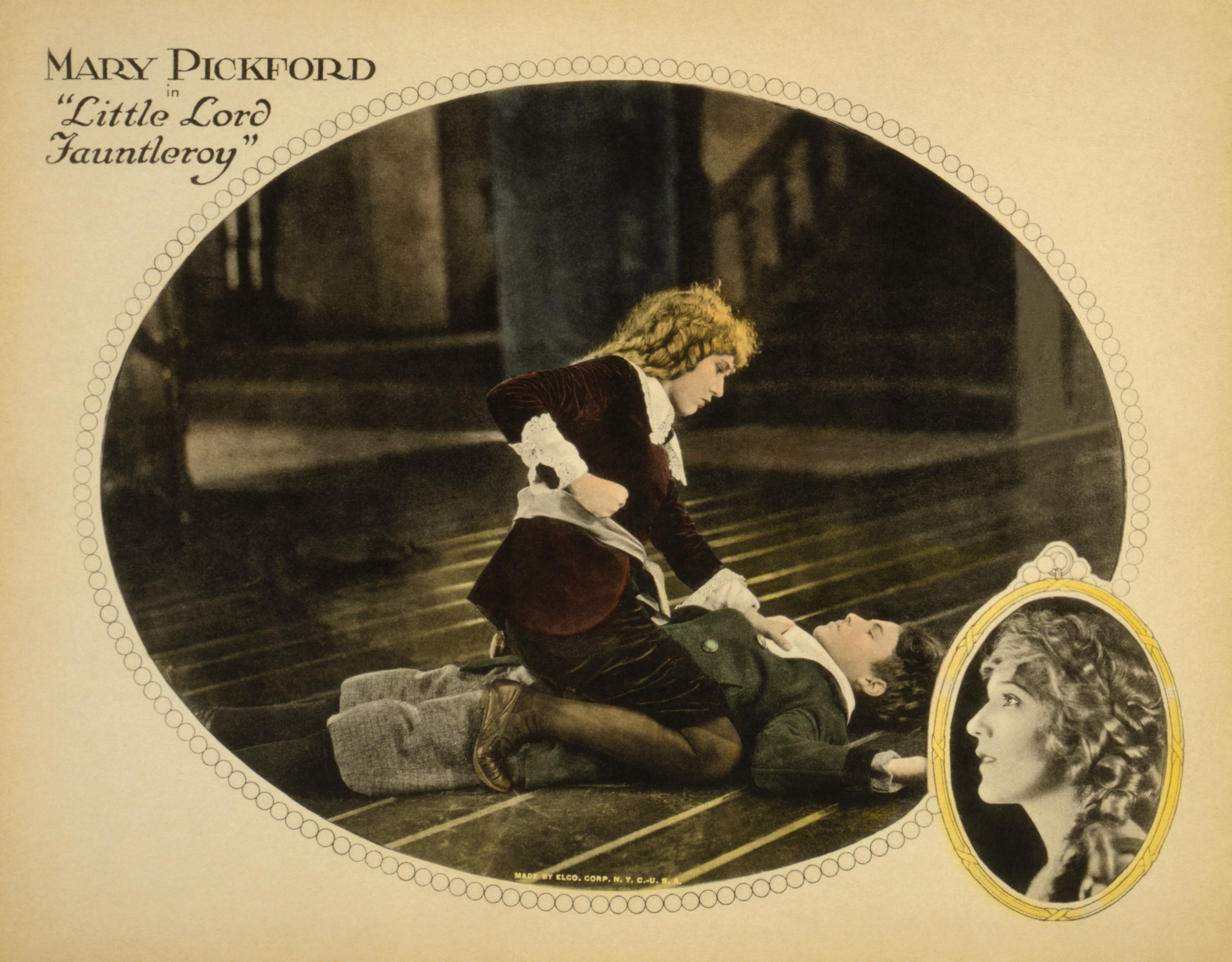
Một tấm thẻ áp phích cho phim Little Lord Fauntleroy (1921)

Pickford hóa thân vào vai một tay chơi liều lĩnh trong Coquette (1929) – bộ phim có tiếng đầu tiên của bà, để chuẩn bị cho vai diễn, mái tóc quăn nổi tiếng của bà đã bị cắt thành kiểu tóc hình tai chó của những năm 1920. Pickford từng cắt tóc sau cái chết của mẹ bà vào năm 1928. Người hâm mộ nữ diễn viên bị sốc khi thấy diện mạo mới này. Mái tóc cũ của Pickford vốn là biểu tượng cho đức hạnh của phụ nữ, và khi bà trút bỏ nó, hành động này ngay lập tức lên các tin tức trang nhất của The New York Times và nhiều tờ báo khác. Coquette là một tác phẩm thành công và đem về cho bà giải Oscar cho nữ diễn viên chính xuất sắc nhất, mặc dù giải thưởng này đã gây tranh cãi lớn. Khán giả không đón nhận bà trong những vai diễn phức tạp hơn. Giống như hầu hết minh tinh của kỷ nguyên phim câm, Pickford thấy sự nghiệp của mình phai nhạt dần trong hoàn cảnh phim có tiếng ngày càng chiếm ưu thế trong lòng khán giả.
Bộ phim tiếp theo mà Pickford làm với chồng Douglas Fairbanks mang tên The Taming of The Shrew không nhận được đón nhận tốt ở thị trường phòng vé. Các diễn viên thành danh ở Hollywood trở nên hoang mang trước có mặt đáng quan ngại của phim có tiếng. Ngày 29 tháng 3 năm 1928, The Dodge Brothers Hour được phát sóng từ nhà gỗ của Pickford với sự góp mặt của Fairbanks, Chaplin, Norma Talmadge, Gloria Swanson, John Barrymore, D. W. Griffith, Dolores del Río và nhiều người khác. Họ phát biểu trên chương trình phát thanh để chứng tỏ rằng họ có thể đương đầu với thử thách phim có tiếng.
Pickford đã lựa chọn thay đổi các vai diễn ở những năm bà ngoài 30 tuổi (lúc không thể đóng các vai nhí, những thiếu nữ nóng tính và cô gái trẻ hung dữ được người hâm mộ yếu mến), và chúng không phù hợp với hình tượng nữ anh hùng quyến rũ và hấp dẫn ở thời kì đầu của phim có tiếng. Năm 1933, bà trải qua một buổi thử vai đóng phim màu cho bản phim hoạt hình/người đóng của Alice ở xứ sở thần tiên, nhưng Walt Disney đã hủy dự án khi hãng Paramount phát hành phiên bản sách riêng.
Bà giải nghệ diễn xuất điện ảnh vào năm 1933 sau 3 tác phẩm tốn kém nhưng thất bại về doanh thu, trong đó phim cuối mà bà đóng là Secrets. Bà xuất hiện trên sân khấu tại Chicago vào năm 1934 trong vở kịch The Church Mouse và bắt đầu đi lưu diễn vào năm 1935, bắt đầu tại Seattle với bản dựng sân khấu của Coquette. Bà còn xuất hiện trong một mùa của ở các vở kịch phát thanh cho NBC vào năm 1935 và CBS vào năm 1936. Năm 1936, bà trở thành phó chủ tịch của United Artists và tiếp tục sản xuất phim cho người khác như One Rainy Afternoon (1936), The Gay Desperado (1936), Sleep, My Love (1948; với Claudette Colbert) và Love Happy (1949), với Anh em nhà Marx.

### Ngành công nghiệp điện ảnh

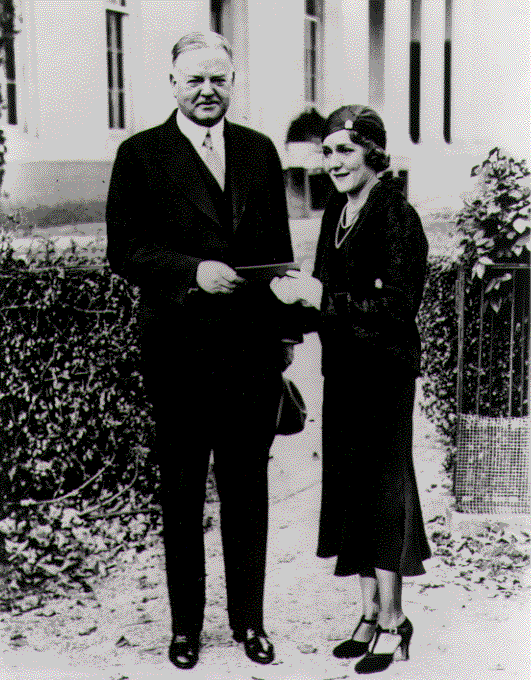
Mary Pickford tặng cho Tổng thống Herbert Hoover một tấm vé xem buổi trình chiếu phim từ thiện dành cho những người thất nghiệp vào năm 1931

Pickford đã sử dụng vị thế của mình trong ngành công nghiệp điện ảnh để thúc đẩy nhiều hoạt động. Mặc dù hình ảnh của bà thể hiện nét mỏng manh và ngây thơ, song bà đã chứng tỏ mình là một nữ doanh nhân mạnh mẽ nắm quyền kiểm soát sự nghiệp trong ngành công nghiệp cạnh tranh khốc liệt. Trong Thế chiến I, bà đã quảng cáo bán trái phiếu tự do, đích thân đứng ra phát biểu tại hàng loạt buổi gây quỹ với khởi điểm là tại Washington, D.C. – nơi bà bán trái phiếu cùng Charlie Chaplin, Douglas Fairbanks, Theda Bara và Marie Dressler. 5 ngày sau, bà phát ngôi trên Phố Wall trước khoảng 50.000 người. Dù xuất thân từ Canada, bà lại là một biểu tượng quyền lực của nền văn minh Mỹ, hôn quốc kỳ Hoa Kỳ trước ống kính và đem bán đấu giá một trong những lọn tóc nổi tiếng thế giới của bà với giá 15.000 đô la Mỹ. Chỉ với một bài phát biểu ở Chicago, bà tiêu thụ số trái phiếu trị giá ước tính là 5 triệu đô la Mỹ. Bà được Hải quân Hoa Kỳ tặng danh hiệu "Em gái"; Quân đội còn đặt tên hai khẩu súng đại bác theo tên nữ diễn viên và trao cho Pickford quân hàm đại tá danh dự.
Năm 1916, Pickford và Constance Adams DeMille (vợ của đạo diễn Cecil B. DeMille) đã giúp sáng lập Hollywood Studio Club – một kí túc xá dành cho các cô gái trẻ theo đuổi kinh doanh điện ảnh. Cuối Thế chiến I, Pickford sáng lập ra Quỹ cứu trợ điện ảnh – tổ chức giúp đỡ các diễn viên gặp khó khăn về tài chính. Tiền gây quỹ còn lại từ công việc bán trái phiếu của Pickford đã được tích lũy dể thành lập tổ chức; vào năm 1921, Quỹ cứu trợ điện ảnh (MPRF) chính thức ra đời với Joseph Schenck được bầu làm chủ tịch đầu tiên và Pickford làm phó chủ tịch. Năm 1932, Pickford dẫn dắt "Chương trình Payroll Pledge" – kế hoạch khấu trừ lương dành cho các nhân viên xưởng phim, để họ chi 0,5% thu nhập của mình cho MPRF. Kết quả là vào năm 1940, Quỹ đã có thể mua đất và xây dựng Bệnh viện và dinh thự điện ảnh, ở Woodland Hills, California.
Là một nữ doanh nhân sắc sảo, Pickford đã trở thành nhà sản xuất tự chủ trong vòng 3 năm kể từ khi làm những bộ phim đầu tiên. Theo quỹ mang tên bà, "bà đã giám sát mọi khía cạnh của việc làm phim, từ thuê tài năng và ê-kíp cho đến giám sát kịch bản, các công đoạn ghi hình, dựng phim, lịch ra rạp cuối cùng và quảng bá từng dự án". Bà đòi hỏi (và nhận được) những đặc quyền này vào năm 1916, khi bà còn hợp đồng làm cho Famous Players in Famous Plays (tiền thân của Paramount) của Zukor. Zukor đồng ý để bà từ chối tham dự công đoạn bán nhiều phim cho rạp chiếu, dẫn đến thực tế phổ biến là ép một chủ rạp chiếu vừa phải phát một bộ phim tệ do xưởng phim lựa chọn để chiếu được một bộ phim của Pickford. Năm 1916, các bộ phim của Pickford được phân phối độc quyền qua một đơn vị phân phối phim đặc biệt tên là Artcraft. Tập đoàn Mary Pickford đã trở thành công ty sản xuất phim điện ảnh của Pickford trong một thời gian ngắn.
Năm 1919, Pickford tăng thêm quyền lực trong tay mình bằng cách đồng sáng lập United Artists (UA) với Charlie Chaplin, D. W. Griffith và chồng sắp cưới Douglas Fairbanks. United Artists là một công ty chỉ phân phối phim, mang đến cho các nhà sản xuất phim độc lập quyền can dự vào các rạp chiếu phim của UA cũng như cho thuê các rạp phim tạm thời chưa được đặt trước sở hữu bởi các công ty khác. Pickford và Fairbanks đã sản xuất và ghi hình các bộ phim của họ kể từ sau năm 1920 tại xưởng phim Pickford-Fairbanks do hai người chung tên sở hữu tại Đại lộ Santa Monica. Các nhà sản xuất ký hợp đồng với UA là những người độc lập thực sự, họ sản xuất, sáng tạo và kiểm soát tác phẩm của mình ở một mức độ chưa từng có tiền lệ. Với vai trò đồng sáng lập cũng như nhà sản xuất và ngôi sao đóng trong những bộ phim của riêng mình, Pickford trở thành người phụ nữ quyền lực nhất từng làm việc ở Hollywood. Đến năm 1930, sự nghiệp diễn xuất của Pickford đã gần như lao đao. Tuy nhiên sau khi giải nghệ diễn xuất 3 năm sau, bà vẫn tiếp tục sản xuất phim cho United Artists. Bà và Chaplin vẫn là cộng sự ở công ty trong hàng thập kỷ. Chaplin rời công ty vào năm 1955, Pickford cũng tiếp bước vào năm 1956 sau khi bán số cổ phần còn lại của mình với giá 3 triệu đô la Mỹ.
Pickford đã mua lại bản quyền nhiều bộ phim đầu tiên của bà với ý định đốt chúng trước khi chết, song vào năm 1970 bà lại đồng ý tặng 50 bộ phim của bà ở hãng Biograph cho Viện phim Mỹ. Năm 1976, bà nhận giải Oscar danh dự nhờ những cống hiến cho nền điện ảnh Mỹ.

## Đời tư

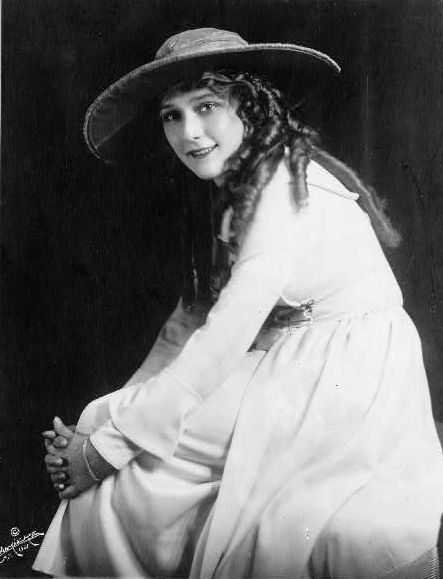
Mary Pickford vào năm 1921

Pickford đã kết hôn với 3 lần. Bà cưới Owen Moore (một diễn viên đóng phim câm gốc Ireland) vào ngày 7 tháng 1 năm 1911. Có tin đồn Moore đã làm bà mang thai vào đầu những năm 1910 và bà bị sảy thai hoặc đi phá thai. Một số người cho rằng đây là nguyên nhân làm bà không thể có con về sau. Cuộc hôn nhân hai người trở nên ngột ngạt bởi chứng nghiện rượu của Moore, sự tự ti của ông khi phải sống dưới cái bóng danh tiếng của Pickford và những vụ bạo hành gia đình. Hai người không thường xuyên sống chung trong nhiều năm trời.
Pickford bí mật quan hệ tình cảm với Douglas Fairbanks. Họ đi lưu diễn nước Mỹ cùng nhau vào năm 1918 để đi quảng cáo bán Trái phiếu tự do phục vụ Thế chiến I. Trong khoảng thời gian này, Pickford cũng bị mắc cúm trong đại dịch cúm năm 1918. Pickford ly dị Moore vào ngày 2 tháng 3 năm 1920 sau khi bà đồng ý với chi phí bồi thường 100.000 đô la Mỹ của anh. Ít ngày sau, bà kết hôn với Fairbanks vào ngày 28 tháng 3 năm 1920, được miêu tả là "đám cưới của thế kỉ" và họ thường được xem là Vua và Nữ hoàng của Hollywood. Hai người đi tới châu Âu để hưởng tuần trăng mật; người hâm mộ ở Luân Đôn và Paris đã phá rối để tiếp cận cặp đôi nổi tiếng này. Niềm hân hoan của hai vợ chồng mới cưới khi trở về Hollywood có sự chứng kiến của những đám đông lớn chào đón họ tại các nhà ga khắp nước Mỹ.
The Mark of Zorro (1920) và một loạt những tác phẩm anh hùng dân gian đã xây dựng cho Fairbanks nổi tiếng một hình ảnh vừa lãnh mạn vừa giàu chất anh hùng. Pickford tiếp tục thu mình trong hình ảnh cô gái vừa đức hạnh vừa nóng nảy đứng bên cạnh. Thậm chí tại những bữa tiệc tư gia, người ta tự động bật dậy theo bản năng khi Pickford bước vào phòng; cô và chồng mình thường được xem là gia đình "hoàng gia của Hollywood". Danh tiếng của họ còn vươn xa ra nước ngoài. Các nguyên thủ quốc gia và nhân vật có chức tước lớn của nước ngoài đến thăm Nhà Trắng thường hỏi liệu họ còn có thể ghé thăm Pickfair, dinh thự của cặp vợ chồng ở Beverly Hills không.
Các bữa tối tại Pickfair trở thành những sự kiện tập hợp người nổi tiếng. Charlie Chaplin (bạn thân nhất của Fairbanks) là nhân vật thường có mặt. các vị khách khác gồm có George Bernard Shaw, Albert Einstein, Elinor Glyn, Helen Keller, H. G. Wells, Lord Mountbatten, Fritz Kreisler, Amelia Earhart, F. Scott Fitzgerald, Noël Coward, Max Reinhardt, Baron Nishi, Vladimir Nemirovich-Danchenko, Sir Arthur Conan Doyle, Austen Chamberlain, Sir Harry Lauder, Meher Baba cùng nhiều nhân vật tên tuổi khác. Bản chất công khai trong cuộc hôn thứ hai của Pickford  bỗng làm hai người căng thẳng đến mức như giọt nước tràn ly. Cả Pickford và Fairbanks đều có ít thời gian nghỉ sản xuất và đóng phim. Họ còn liên tục hiện diện như những đại sứ không chính thức của Mỹ trước thế giới, dẫn đầu các cuộc diễu hành, cắt băng và có những bài phát biểu. Khi sự nghiệp của cả hai bắt đầu bấp bênh vào cuối kỷ nguyên phim câm, tính bồn chồn của Fairbanks đã thúc đẩy ông đi du lịch nước ngoài (đấy là điều Pickford không thích). Khi quan hệ tình cảm của Fairbanks với Sylvia Ashley bắt đầu công khai vào đầu thập niên 1930, ông và Pickford đã ly thân. Họ ly hôn vào năm 1936. Douglas Fairbanks Jr. (con trai của Fairbanks với người vợ đầu của ông) cho biết cha anh và Pickford từ lâu đã hối hận bởi không thể hòa giải mâu thuẫn.
Ngày 24 tháng 6 năm 1937, Pickford cưới người chồng thứ ba và cuối của bà – nam diễn viên kiêm thủ lĩnh ban nhạc Charles "Buddy" Rogers. Họ nhận nuôi hai đứa con: Roxanne (sinh 1944, nhận nuôi năm 1944) và Ronald Charles (sinh 1937, nhận nuôi năm 1943, còn có tên là Ronnie Pickford Rogers). Bộ phim tài liệu American Experience của PBS miêu tả mối quan hệ của Pickford với các con của mình rất căng thẳng. Bà phê phán những khiếm khuyết trên cơ thể hai con chẳng hạn như vóc người bé của Ronnie và hàm răng khấp khểnh của Roxanne. Cả hai đứa con về sau nói rằng mẹ chúng quá tự ái để thể hiện tình mẫu tử thật sự. Năm 2003, Ronnie nhớ lại "Tôi biết là những chuyện đó không êm đẹp nhiều chứ. Nhưng tôi sẽ không bao giờ quên mẹ. Tôi nghĩ bà ấy là một người phụ nữ tốt."

### Những năm cuối đời và từ trần

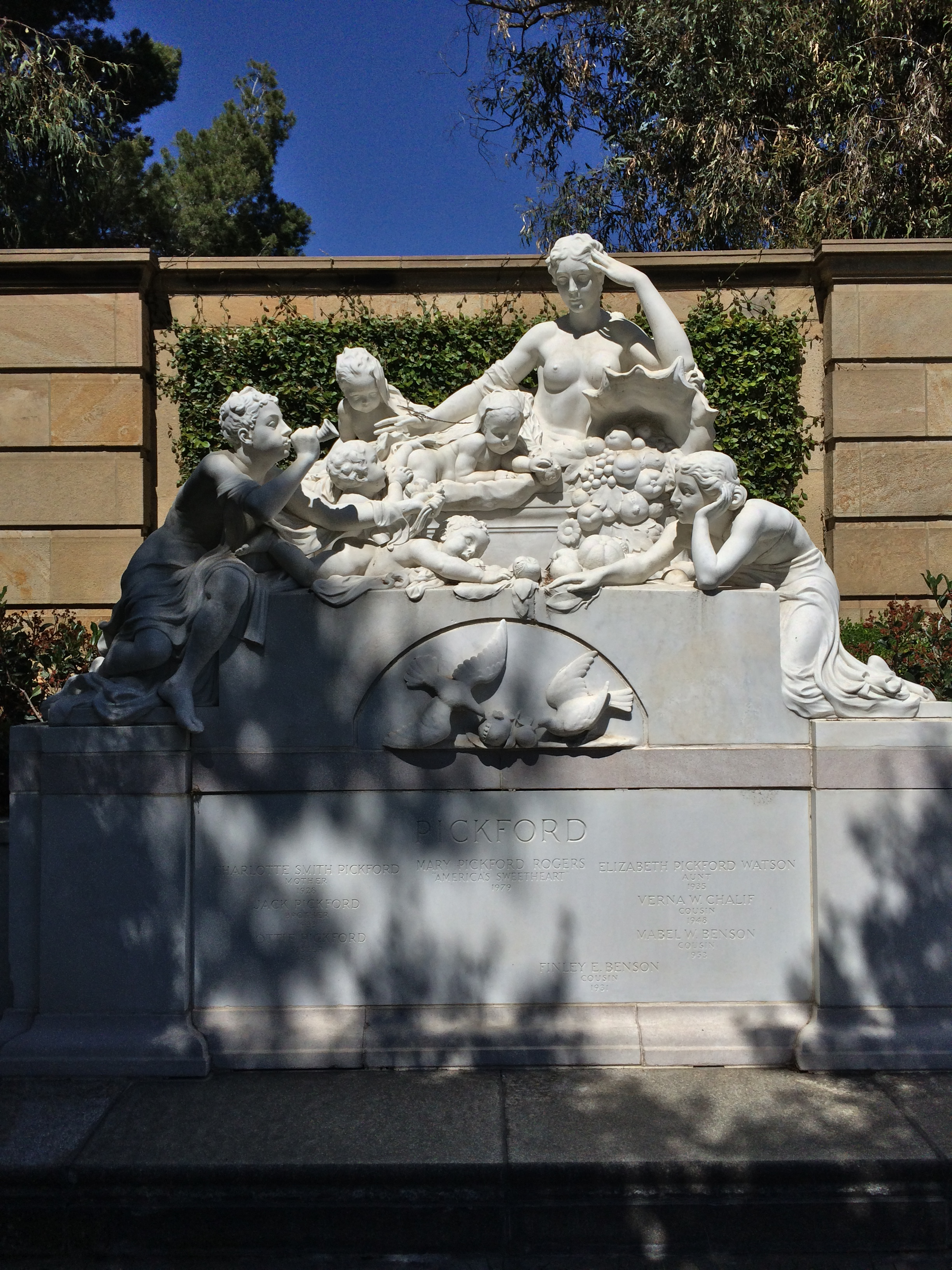
Mộ của nữ diễn viên Mary Pickford tại Vườn Ký ức, Forest Lawn Glendale.

Sau khi giã từ màn bạc, Pickford trở thành một người nghiện rượu giống cha bà trước đây. Mẹ bà là Charlotte qua đời vì bệnh ung thư vú vào tháng 3 năm 1928. Hai đứa em của bà là Lottie và Jack cũng đều lần lượt tử vong vì dính dáng đến rượu vào các năm 1936 và 1933. Những cái chết của họ, vụ ly hôn Fairbanks và sự kết thúc của kỷ nguyên phim câm đã làm cho Pickford suy sụp nặng nề. Quan hệ của bà với hai người con nuôi Roxanne và Ronald đầy trắc trở nhất. Pickford thoái lui và dần sống ẩn dật, hầu như trú chân ở Pickfair.
Năm 1955, bà xuất bản cuốn hồi ký mang tên Sunshine and Shadows. Trước đó bà từng xuất bản Why Not Try God (một bài tiểu luận về tâm linh và phát triển cá nhân) vào năm 1934, My Rendevouz of Life (một bài tiểu luận về cái chết và đức tin của bà vào những điều gì sau khi chết) và còn một cuốn tiểu thuyết nữa là The Demi-Widow vào năm 1935. Năm 1959, bà ra hầu tòa trong vụ tranh chấp quyền đồng sở hữu đài truyền hình WSJS-TV của Bắc Carolina. Ngày diễn ra phiên tòa trung với ngày sinh nhật thứ 67 của bà; trong lời tuyên thệ, khi được yêu cầu nói tuổi, Pickford đáp: "Tôi 21 tuổi, rồi sẽ là 20."
Ở giữa thập niên 1960, Pickford thường tiếp khách chỉ qua điện thoại, trò chuyện với họ từ phòng ngủ của bà. Charles "Buddy" Rogers thường đưa khách đi thăm thú khắp Pickfair, trong đó có khung cảnh một quán bar xịn kiểu Viễn Tây mà Pickford mua cho Douglas Fairbanks và một bức chân dung Pickford đặt trong phòng khách. Bản in bức ảnh này giờ được treo tại Thư viện Quốc hội Hoa Kỳ. Khi Pickford nhận giải Oscar danh dự vào năm 1976, Viện Hàn lâm đã cử một ê-kíp truyền hình tới nhà bà để thu âm phát ngôn cảm ơn ngắn của bà – đem lại cho khán giả một cái nhìn rất hiếm lướt qua Trang viên Pickfair. Những sự kiện từ thiện tiếp tục được tổ chức ở Pickfair, trong đó một bức tiệc thường niên dành các cựu binh mù, chủ yếu từ Thế chiến I.
Pickford tin rằng bà đã không còn là người Liên hiệp Anh sau khi kết hôn với một người quốc tịch Mỹ (Fairbanks) vào năm 1920. Do đó, bà chưa bao giờ lấy quốc tịch Canada kể từ khi nó ra đời vào năm 1947. Tuy nhiên, Pickford đã tổ chức và đi du lịch với một cuốn hộ chiếu Anh/Canada mà bà gia hạn thường xuyên tại các lãnh sự quán Anh/Canada ở Los Angeles, nhưng bà không lấy giấy tờ cho quốc tịch Mỹ. Bà còn sở hữu một căn nhà ở Toronto, Ontario, Canada. Về cuối đời, Pickford đã sắp xếp với Phòng Quốc tịch Canada để chính thức lấy quốc tịch nước này bởi bởi bà ao ước muốn "chết như một người Canada". Các nhà chức trách Canada không chắc rằng liệu Pickford từng làm mất quốc tịch Canada chưa, dựa theo tình trạng hộ chiếu của nữ diễn viên, nhưng đề xuất của bà được duyệt và bà chính thức trở thành công dân người Canada.
Ngày 29 tháng 5 năm 1979, Pickford qua đời tại bệnh viện Santa Monica, California do các biến chứng xuất phát từ bệnh xuất huyết não mà bà mắc phải ít tuần trước. Thi thể Mary được chôn cất tại Vườn Ký ức thuộc nghĩa trang của Công viên tưởng niệm Forest Lawn tại Glendale, California.

## Di sản
Với những cống hiến cho ngành điện ảnh Hollywood, Mary đã được nhiều tổ chức tri ân theo nhiều cách khác nhau. Bà được trao một ngôi sao ở lĩnh vực điện ảnh trên Đại lộ danh vọng Hollywood ở số 6280 Hollywood Blvd. Các dấu tay và dấu chân của bà được trưng bày ở Nhà hát Trung Quốc của Grauman ở Hollywood, California. Nữ diễn viên còn được giới thiệu trong Tintin en Amérique (Tintin ở Mỹ) của Hergé. Trung tâm nghiên cứu điện ảnh Pickford tại số 1313 Phố Vine ở Hollywood được Viện Hàn lâm Khoa học và Nghệ thuật Điện ảnh xây dựng, mở cửa vào năm 1948 và hoạt động dưới hình thức cơ sở xưởng phim truyền hình và phát thanh. Nhà hát Mary Pickford tại Tòa nhà tưởng niệm James Madison thuộc Thư viện Quốc hội Hoa Kỳ được đặt tên để vinh danh cố diễn viên. Giảng đường Mary Pickford tại Trường Đại học Claremont McKenna được đặt tên để tôn vinh bà. Một bức tượng bán thân và tấm bia lịch sử đánh dấu nơi sinh của bà ở Toronto, ngày nay là Bệnh viên cho thiếu nhi đau ốm. Tấm bìa được chồng của bà là Buddy Rogers công bố vào năm 1973. Còn bức tượng bán thân của nghệ sĩ Eino Gira được đặt thêm 10 năm sau. Ngày sinh của bà ghi trên tấm bia là ngày 8 tháng 4 năm 1893. Điều này chỉ có thể là giả định bởi ngày sinh của bà chưa bao giờ được ghi lại; trong suốt cuộc đời, từ khi còn nhỏ, bà đã làm nhiều người tin rằng bà nhỏ hơn một tuổi so với tuổi thực của mình, vì thế bà dường như là một thần đồng diễn xuất hơn và tiếp tục được tuyển vào những vai nhỏ hơn, đa dạng hơn trong nhà hát.
Ngôi nhà của gia đình đã bị dỡ vào năm 1943, nhiều viên gạch được chuyển đến cho Pickford ở California. Tiền lãi thu được nhờ bán tài sản được Pickford quyên góp để xây một căn nhà gỗ ở East York, Ontario (lúc ấy là vùng ngoại ô của Toronto). Khu nhà gỗ là giải nhất trong một cuộc thi xổ số tại Toronto nhằm quyên tiền cho các tổ chức từ thiện chiến tranh, Pickford khánh thành ngôi nhà vào ngày 26 tháng 5 năm 1943. Năm 1948, Mary Pickford cho xây dựng trên một mảnh đất rộng 6.050 foot (1.840 m) vuông trên diện tích 2,12 mẫu Anh (0,86 ha) 7 phòng ngủ, 8 phòng tắm tại B Bar H Ranch, California nơi bà sinh sống rồi sau đó đem bán. Vở nhạc kịch sân khấu The Biograph Girl công diễn năm 1980 nói về kỷ nguyên phim câm, có sự xuất hiện nhân vật Pickford. Năm 1993, một ngôi sao hình cành cọ vàng trên Đại lộ ngôi sao Palm Springs được dành tặng cho Pickford. Pickford được truy tặng một ngôi sao trên Đại lộ danh vọng Canada ở Toronto vào năm 1999. Rạp chiếu phim ra mắt lần đầu tại thành phố Cathedral, California được gọi là Rạp phim Mary Pickford, được khánh thành vào ngày 25 tháng 1 năm 2001. Pickford có mặt trên tấm tem bưu chính của Canada vào năm 2006. Năm 2007, Viện Hàn lâm Khoa học và Nghệ thuật Điện ảnh đã kiện di sản của Beverly Rogers (người vợ thứ hai đã mất của Buddy Rogers), nhằm ngăn việc bày bán một trong những tượng Oscar của Pickford.
Từ tháng 1 năm 2011 đến tháng 7 năm 2011, Liên hoan phim quốc tế Toronto (TIFF) đã trưng bày bộ sưu tập các kỷ vật của Mary Pickford tại Phòng trưng bày điện ảnh Canada, nằm trong tòa nhà TIFF Bell LightBox. Tháng 2 năm 2011, nhằm tri ân các thập niên 1920 và 1930 ở Toronto, Bảo tàng Spadina đã tổ chức các buổi biểu diễn của Sweetheart: The Mary Pickford Story, một vở nhạc kịch một người diễn dựa trên cuộc đời và sự nghiệp của Pickford. Năm 2013, bản sao bộ phim đầu tiên của Pickford được cho là đã thất lạc (Their First Misunderstanding) bất ngờ được tìm thấy bởi Peter Massie – một thợ mộc đang dỡ bỏ một kho thóc bỏ hoang ở New Hampshire. Nó đã được đem tặng cho Cao đẳng Keene State và hiện đang được Thư viện Quốc hội Hoa Kỳ phục chế để trưng bày. Tác phẩm đáng chú ý bởi đây là phim đầu tiên có đề tên Pickford. Ngày 29 tháng 8 năm 2014, trong lúc giới thiệu Behind The Scenes (1914) tại Cinecon, nhà sử học điện ảnh Jeffrey Vance thông báo ông đang hợp tác cùng Mary Pickford Foundation để chuẩn bị cho ra mắt cuốn tiểu sử chính thức về bà. Ngày 8 tháng 4 năm 2017, Google Doodle kỷ niệm sinh nhật thứ 125 của Mary Pickford. The Girls in the Picture, một cuốn tiểu thuyết ra mắt năm 2018 của nhà văn Melanie Benjamin là một tác phẩm hư cấu lịch sử về tình bạn giữa Mary Pickford và biên kịch Frances Marion. Ngày 20 tháng 8 năm 2019, Liên hoan phim quốc tế Toronto thông báo Mati Diop là chủ nhân của giải Mary Pickford đầu tiên.

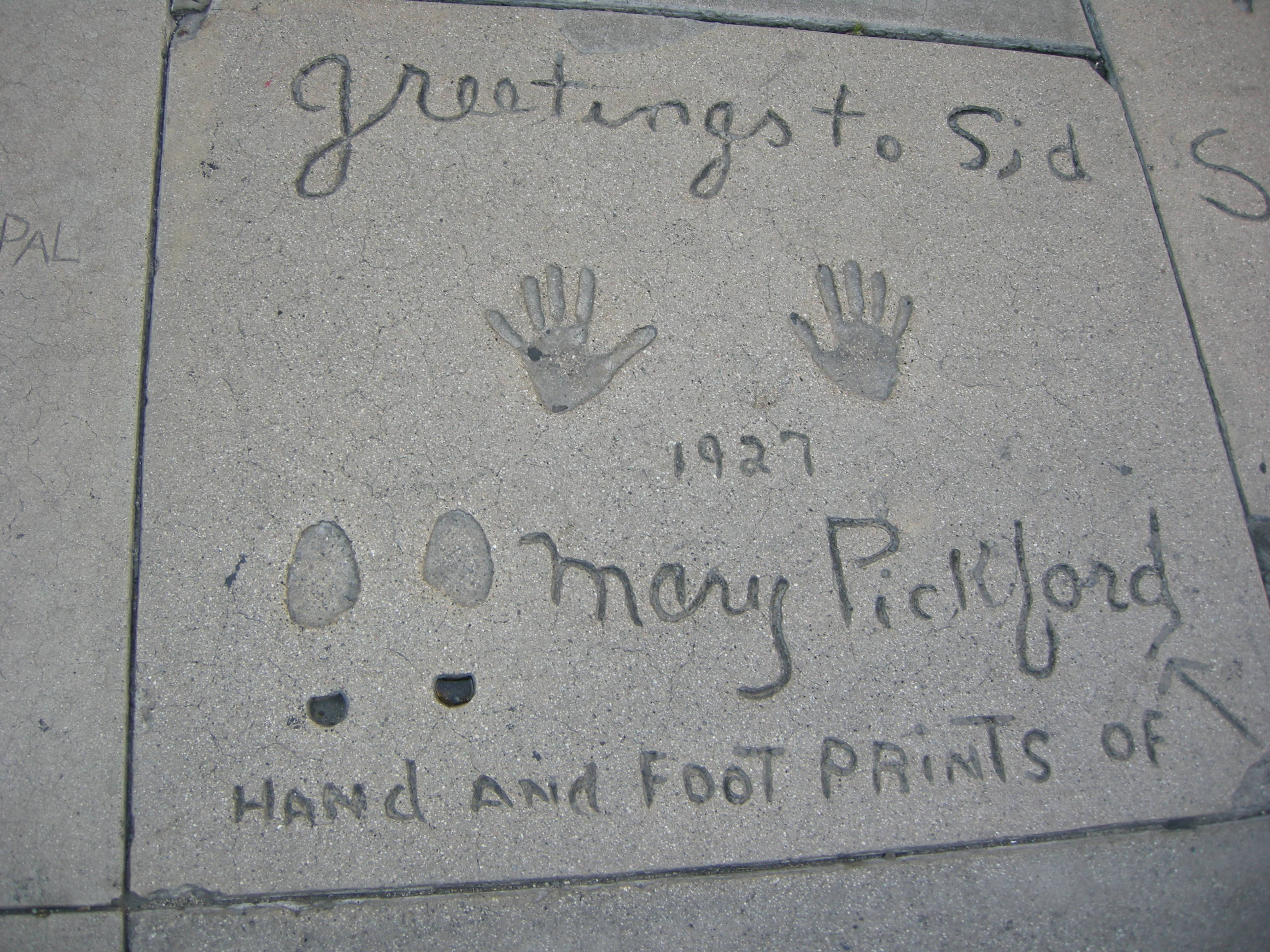
Các dấu chân và dấu tay của Pickford tại Nhà hát Trung Quốc của Grauman ở Hollywood, California
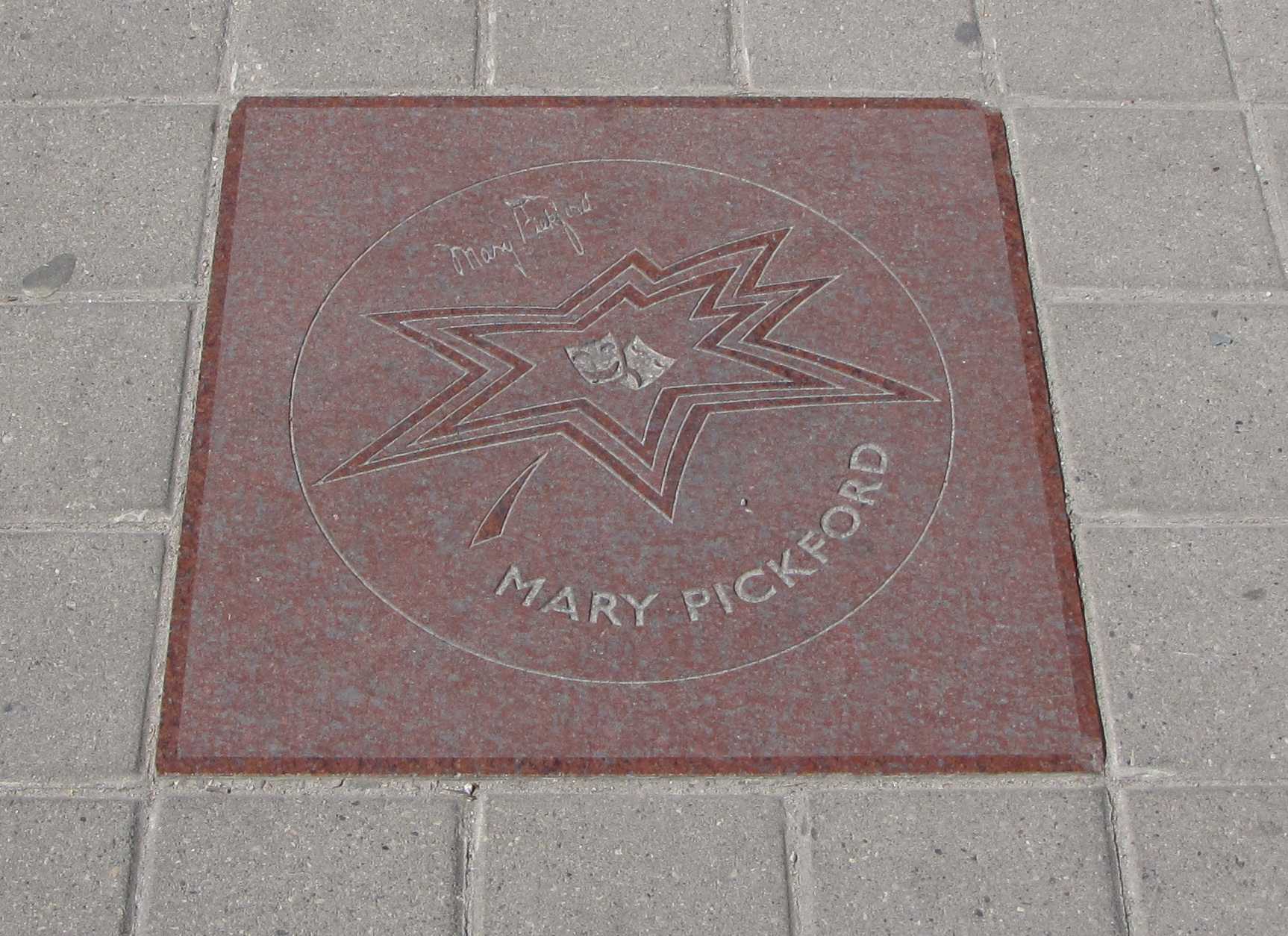
Ngôi sao của Pickford trên Đại lộ danh vọng ở Toronto
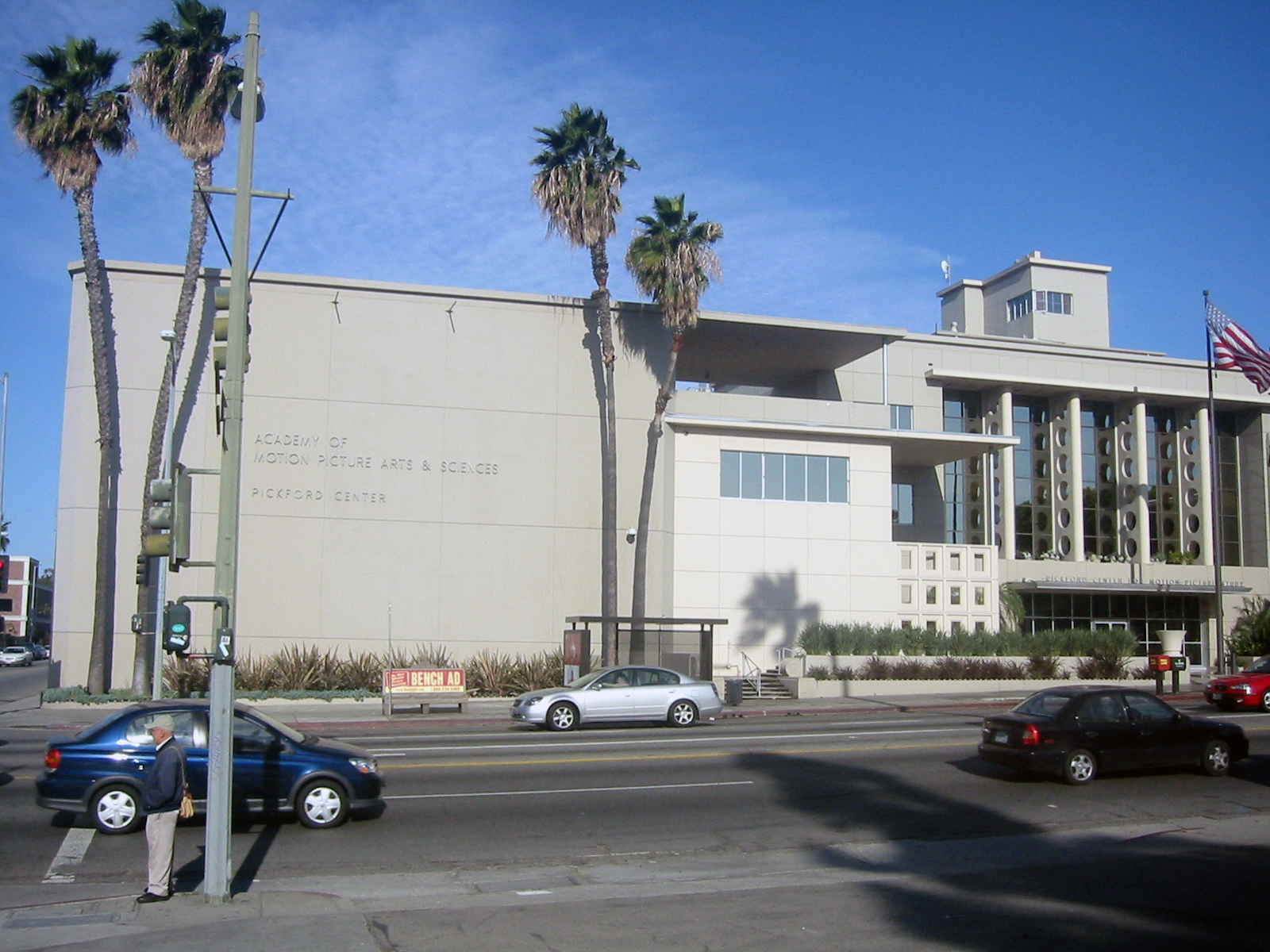
Trung tâm nghiên cứu điện ảnh Pickford ở Hollywood, California